# August Liebig

August Liebig

August Liebig (voller Name: August Gustav Alexander Liebig; * 14. Februar 1836 in Bernstein, heute: Pełczyce in Polen; † 19. August 1914 in Pleasant Valley, North Dakota, USA) war ein gelernter Schlosser, baptistischer Handwerkermissionar und Geistlicher. Seine Wirkungsgebiete waren vor allem die damals zur Türkei gehörende Dobrudscha, Südrussland sowie das derzeit so genannte Russisch-Polen. Dabei wirkte er über die engen Grenzen seiner eigenen Konfession hinaus. Die letzten 20 Jahre seines Lebens arbeitete Liebig in den Vereinigten Staaten – sowohl unter Baptisten als auch unter Mitgliedern der Mennoniten-Brüdergemeinden.

## Leben

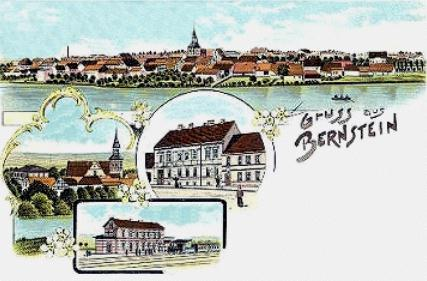
August Liebigs Geburtsort Bernstein um 1890

Hermann, Friedrich Wilhelm und August Liebig

August Liebig entstammte einer lutherischen Bernsteiner Familie. Seine Eltern waren der Färbermeister Friedrich Wilhelm Liebig und dessen Ehefrau Henriette. Zur Familie gehörten acht Kinder, sieben Jungen und ein Mädchen.
August Liebig war das viertälteste Kind. Liebigs Vater verstarb 1843, 10 Jahre später – August war siebzehn Jahre alt – verschied seine Mutter. Friedrich Wilhelm, Ältester der verwaisten Kinder, übernahm die Vaterrolle. Nach seiner Schulzeit erlernte August das Schlosserhandwerk.

### Anfänge
1834 hatten der gebürtige Vareler Johann Gerhard Oncken gemeinsam mit sechs weiteren Gläubigen die erste deutsche Baptistengemeinde in Hamburg gegründet. Sie war die Keimzelle einer rasch sich verbreitenden Gemeindegründungsbewegung, die über Stettin Anfang der 1850er Jahre auch die Kleinstadt Reetz in der Neumark erreichte. Die Liebig-Kinder bekamen mit der Reetzer Gemeinde Kontakt und besuchten deren Gottesdienste. 1854 konvertierte Friedrich Wilhelm zu den Baptisten und ließ sich taufen. Zwei Jahre später folgten August Liebig und sechs weitere Geschwister der Familie. Nach einem weiteren Jahr waren alle Liebig-Kinder Mitglieder der Baptistengemeinde Preetz. Außer August wurden später vier weitere Liebig-Söhne Prediger und Missionare der Baptisten: Ludwig Liebig, Hermann Liebig, Friedrich Wilhelm Liebig und Helmut Liebig.
Spätestens 1857 zog August Liebig nach Hamburg und schloss sich der bereits erwähnten Hamburger Baptistengemeinde an.

### Handwerkermissionar
Oncken erkannte die Begabungen und Fähigkeiten des jungen Schlossergesellen aus Bernstein, ordinierte ihn nach einer kurzen Schulung und entsandte ihn 1863 als „Handwerkermissionar“ nach Bukarest (Rumänien), wo sich innerhalb der deutschsprachigen Bevölkerung ein Kreis von Baptisten gebildet hatte. Initiator dieser Gemeinschaft war der 1856 von Oncken ausgesandte Tischlergeselle Karl Scharschmidt. Die Gemeinde, die sich nach Ankunft Liebigs konstituierte, war klein. Für das Jahr 1864 verzeichnete der Missionsbericht, den August Liebig nach Hamburg sandte, vier Täuflinge und insgesamt zwölf zugelassene Abendmahlsteilnehmer. Auch zehn später blieb das Wachstum der Gemeinde in Bukarest hinter den Erwartungen zurück. Die Versammlungen wurden durchschnittlich von 20, selten von mehr als 25 Personen besucht. Dennoch erhielt die Gemeinde die offizielle Anerkennung der staatlichen Behörden und wurde zu einer der Keimzellen des späteren rumänischen Baptistenbundes.

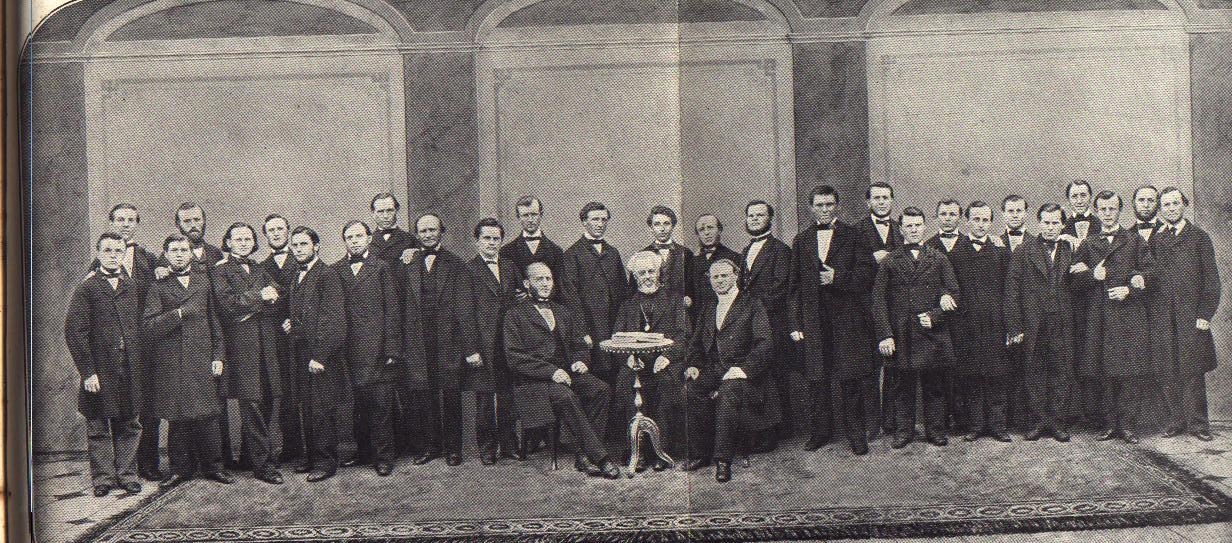
August Liebig (7. von links) als Teilnehmer des Missionskurses in Hamburg (1865)

### Hilfsdienste innerhalb der Mennoniten-Brüdergemeinden
1865 kehrte Liebig nach Deutschland zurück und absolvierte an der inzwischen in Hamburg gegründeten Missionsschule, Keimzelle der heutigen Theologischen Hochschule Elstal, einen halbjährigen Intensivkurs.

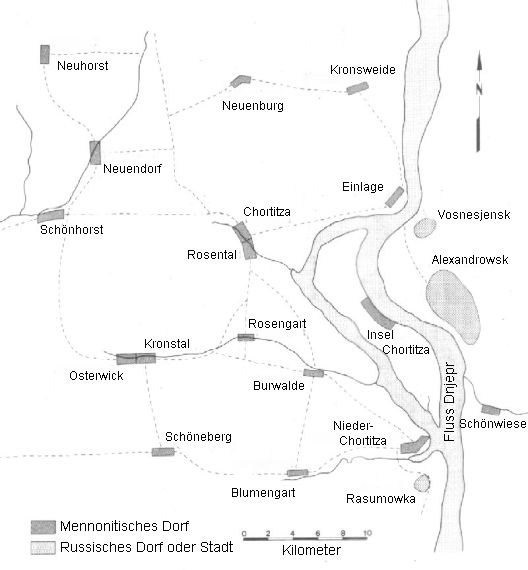
Einlage am Dnjepr in der Kolonie Chortitza

Bereits während seiner ersten Jahre in Rumänien begegnete Liebig südrussischen Exulanten, unter den sich auch Mennoniten befanden. Auch in der Türkei, wohin er kurzzeitig verbannt worden war, traf er auf deutschstämmige Angehörige dieser reformatorischen Freikirche und taufte einige von ihnen durch Untertauchen. Nach seiner Rückkehr in den Schwarzmeerraum (Mai 1866) nahm Liebig – veranlasst durch Johann Gerhard Oncken – Kontakt mit der 1860 in Einlage (Kolonie Chortitza) gegründeten Mennoniten-Brüdergemeinde Kontakt auf. Liebig konnte bei der Erstellung einer Gemeindeordnung helfen und sorgte unter anderem für einen geordneten Ablauf von Geschäftsstunden innerhalb der Gemeinde. Fünf Jahre später kehrte er noch einmal nach Einlage zurück, um der Gemeinde Hilfestellung in praktisch-theologischen Fragen zu geben. Im Mai 1872 wurde der Baptistenprediger mit der Leitung eines mennonitischen Organisationskomitees betraut, das eine größere Konferenz der Mennoniten-Brüdergemeinden vorbereiten sollte. Der Erfolg der geleisteten Organisationsarbeit führte dazu, dass er in den folgenden Jahren auch die Konferenzen leitete und Bibelschulkurse durchführte. Sein Dienst unter den damals noch jungen Mennoniten-Brüdergemeinden verschaffte der freikirchlichen Bewegung in Südrussland Struktur und gab ihr Ordnungen, die Auswirkungen auf die gesamte Bewegung hatten.

### Pastor in Odessa, Lodz und Stettin
August Liebig wurde 1874 zum Pastor der deutschen Baptistengemeinde in Odessa berufen, wo er bis 1887 erfolgreich wirkte. Danach verbrachte er mehrere Jahre in Baptistengemeinden im damaligen Russisch-Polen, so zum Beispiel in Łódź, sowie in Stettin.

### USA
1892 wanderte die Familie Liebig nach Amerika aus, wo sie unter deutschen Baptisten und Mennonitenbrüdern arbeitete. Liebig wurde Pastor der Plum Creek Baptist Church in South Dakota und ließ sich in Bridgewater nieder. 1903 zogen die Familie nach Denhoff, North Dakota, wo Liebig die Denhoff First German Baptist Church gründete. Er nahm auch wieder Beziehungen zu den Mennonitenbrüdern auf, die sich in verschiedenen Gemeinden in Nord- und Süddakota niedergelassen hatten. Vor allem waren es Predigtdienste und Bibelkurse, zu denen man ihn einlud.

## Familie
Während seiner Zeit an der Hamburger Missionsschule (1865) verehelichte sich August Liebig mit Sophia Ratzeburg (* 1844). Aus der Verbindung gingen 10 Kinder hervor. Fünf von ihnen starben noch vor dem Erreichen des Erwachsenenalters.
Liebigs Tochter Martha (1873–1915) heiratete 1895 Peter Wedel. Die beiden gingen als Missionsehepaar in die Kameruner Baptistenmission, wurden aber auch von Mitgliedern der Mennoniten-Brüdergemeinden unterstützt.